# The Amazing Spider-Man : Le Destin d'un héros
Pour les articles homonymes, voir The Amazing Spider-Man (homonymie).
Série The Amazing Spider-Man
The Amazing Spider-Man
(2012)
Pour plus de détails, voir Fiche technique et Distribution.
The Amazing Spider-Man : Le Destin d'un héros ou L'Extraordinaire Spider-Man 2 au Québec (The Amazing Spider-Man 2) est un film de super-héros américain en 3D réalisé par Marc Webb, sorti en 2014.
C'est le cinquième film du studio Columbia Pictures fondé sur le personnage de Marvel Comics et le deuxième film de la nouvelle franchise The Amazing Spider-Man, dont le premier volet est sorti en 2012.
L'histoire reprend peu après la fin de The Amazing Spider-Man : Peter Parker a une vie très occupée, partagée entre son combat contre les vilains et la personne qu’il aime, Gwen Stacy. Il attend donc son diplôme de fin de lycée avec impatience. Peter n’a pas oublié la promesse qu’il a faite au père de Gwen : la protéger en restant hors de son existence. Une promesse qu’il ne peut tenir. Les choses vont changer pour Peter quand un nouveau vilain fait son apparition, Electro, quand un vieil ami fait son retour, Harry Osborn, et quand Peter découvre de nouveaux indices sur son passé. Mais ce n'est pas tout, encore deux autres ennemis vont apparaître : le Rhino et le Bouffon vert. Il va vite découvrir que ces individus ont tous le même point commun : la société Oscorp.

## Synopsis
Dans un flashback, Richard Parker, scientifique chez Oscorp Industries, enregistre un message vidéo pour expliquer sa disparition. Plus tard, le scientifique et sa femme Mary, sont à bord d'un avion privé détourné par un assassin envoyé pour les tuer lui et son épouse. Alors que Mary est dans les toilettes, Richard de son côté se bat victorieusement contre l'assassin, mais la lutte qui s'ensuit provoque le crash de l'avion, les tuant tous, après le téléchargement de la vidéo.
De retour dans le présent, Peter Parker continue à combattre le crime sous l'identité secrète de Spider-Man. Il se lance à la poursuite d'Aleksei Sytsevich, qui a essayé de voler un camion rempli de flacons de plutonium. Spider-Man arrête l'homme et sauve au passage Max Dillon, un employé d'Oscorp. Plus tard, en parlant avec Gwen Stacy au téléphone, Peter a une vision de son père décédé, le capitaine de police George Stacy, qui lui rappelle la promesse qu'il lui a faite : rester loin de Gwen. Par la suite, Peter part la rejoindre à la cérémonie des diplômes et partage un baiser avec elle, mais insiste sur le fait qu'il doit tenir la promesse faite à son père et met fin à leur relation.
Harry Osborn, l'ami d'enfance de Peter, retourne à Manhattan pour voir son père, Norman Osborn, président-directeur général et fondateur d'Oscorp, qui est sur son lit de mort. Ce dernier explique à son fils que sa maladie est héréditaire et que ce dernier est arrivé à l'âge où elle commence à se développer. Il lui donne un petit appareil qu'il dit contenir l'œuvre de sa vie. Norman meurt le lendemain et Harry est nommé nouveau PDG d'Oscorp Industries. Malheureusement, les membres du conseil d'Oscorp, ses supérieurs, planifient de le congédier, les actionnaires de la société craignant qu'un jeune de 19 ans à la tête d'une multinationale soit dangereux pour leurs intérêts.
Croyant maintenant qu'ils sont amis, Max développe une obsession envers Spider-Man. Étant en train de réparer des conduits électriques dans les laboratoires d'Oscorp, Max Dillon perd pied, tombe et atterrit dans un réservoir d'anguilles modifiées qui l'électrocutent. L'électrisation est tellement puissante qu'elle transfère à Max la capacité d'émettre de puissantes décharges électriques. Pendant ce temps, Peter essaie tant bien que mal de maintenir une relation amicale avec Gwen, mais elle lui avoue qu'elle compte se rendre en Angleterre pour poursuivre ses études à l'Université d'Oxford. Avant qu'ils puissent en discuter, Max se promène dans Times Square et provoque accidentellement une énorme panne d'électricité. Spider-Man arrive et tente de le calmer, mais Max perd son sang-froid et l'attaque. Spider-Man finit par l'arrêter et les policiers envoient Max à l'institut Ravencroft.
Développant de plus en plus les symptômes de la maladie transmise par son père, Harry utilise le dispositif multimédias que Norman lui a donné. Il déduit des enregistrements laissés que Spider-Man est le résultat des recherches d'Osborn et que son sang pourrait aider à le sauver. Il demande ensuite à Peter, qui a envoyé des photos de Spider-Man au Daily Bugle, de l'aider à trouver l'Homme-araignée. Peter refuse, car il ignore quels pourraient être les effets de la transfusion. Les administrateurs et membres d'OsCorp encadrent Harry pour couvrir l'accident de Max et lui retirent le poste de PDG. L'assistante de Harry, Felicia Hardy, l'informe sur l'équipement et le matériel qui pourraient l'aider ; il fait évader Max (qui se fait maintenant appeler Electro) de l'institut Ravencroft et l'amène à l'intérieur de la tour Oscorp pour persuader Donald Menken, l’ex-assistant de Norman, de l'amener aux sous-sols d'Oscorp, où sont entreposés tous les projets secrets. Il y trouve une armure et d'autres équipements créés par Norman, ainsi que le venin des araignées génétiquement modifiées, maintenant détruites. Au lieu de le guérir, le venin transforme Harry en une créature agressive et hideuse.
Peter utilise des indices émis par son père pour localiser son laboratoire secret, où Richard Parker a transféré ses mémoires. Dans ce document, Richard explique qu'il a dû quitter New York pour ne pas avoir à coopérer avec Norman Osborn, qui planifiait d'utiliser les inventions réalisées par les deux hommes pour créer des armes biologiques, et annonce en même temps qu'il a contaminé toutes les araignées avec son sang, ce qui les rend inutilisables sans lui ou destinées uniquement aux membres de sa famille, ce que veut dire que seul Peter était à même de développer des pouvoirs d'araignée. Peter reçoit alors un message vocal provenant de Gwen, lui disant qu'elle s'est fait offrir le poste en Angleterre et qu'elle se dirige vers l'aéroport plus tôt que prévu. Il parvient à la rattraper et lui avoue son amour pour elle. Ils se mettent d'accord sur le fait d'aller en Angleterre ensemble.
Electro provoque alors une autre panne en attaquant la centrale électrique de la ville. Après avoir immobilisé Gwen, le Tisseur se rend sur place et engage le combat ; Gwen le rejoint cependant et lui permet de vaincre Electro. Par la suite, Harry, maintenant le Bouffon vert, arrive équipé de l'armure et des armes de Norman. En voyant Gwen, Harry découvre la véritable identité de Spider-Man et, voulant se venger de Peter qui a refusé la transfusion sanguine, il la kidnappe. Il se bat contre Spider-Man au sommet de la tour-horloge. Spider-Man gagne le combat mais la toile où Gwen était suspendue se rompt. Gwen tombe, Spider-Man tisse une toile pour la rattraper avant qu'elle ne touche le sol. La toile s’accroche au dernier moment sur le ventre de Gwen, mais elle meurt malgré tout lors de la chute.
Cinq mois plus tard, Peter a renoncé à son costume et passe toutes ses journées sur la tombe de Gwen. Harry est traité pour sa transformation et son associé (« l'homme dans l'ombre » du premier film) rencontre Aleksei Sytsevich, alors sorti de prison. Il lui donne le nom de code Rhino et lui permet d'acquérir une armure. Rhino saccage les rues de la ville. Un enregistrement du discours de remise des diplômes de Gwen inspire finalement Peter à redevenir Spider-Man et à aller l'affronter.

## Fiche technique
Sauf indication contraire, les informations mentionnées dans cette section peuvent être confirmées par les bases de données cinématographiques IMDb et Allociné,  présentes dans la section « Liens externes ».
- Titre original : The Amazing Spider-Man 2
- Titre français : The Amazing Spider-Man : Le Destin d'un héros
- Titre québécois : L'Extraordinaire Spider-Man 2
- Réalisation : Marc Webb

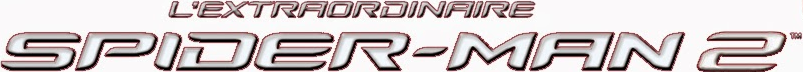
Logo québécois du film.

- Scénario : Alex Kurtzman, Roberto Orci et Jeff Pinkner, collaboration au scénario James Vanderbilt, d'après le comics Amazing Fantasy créé par Steve Ditko et Stan Lee édité par Marvel Comics
- Musique : Hans Zimmer, Johnny Marr, Pharrell Williams, The Magnificent Six (Junkie XL, Michael Einziger et Steve Mazzaro) et Andrew Kawczynski
- Direction artistique : Kim Jennings et Richard L. Johnson
- Décors : Mark Friedberg
- Costumes : Deborah Lynn Scott
- Photographie : Daniel Mindel
- Son : David Giammarco, Paul Massey, Eric A. Norris, Addison Teague, Jason Chiodo
- Montage : Pietro Scalia
- Production : Avi Arad et Matthew Tolmach
  - Production déléguée : Alex Kurtzman, Stan Lee, Roberto Orci et E. Bennett Walsh
  - Production associée : Tom Cohen et Beatriz Sequeira
- Sociétés de production[1] : Marvel Enterprises, Avi Arad Productions et Matt Tolmach Productions, présenté par Columbia Pictures
- Sociétés de distribution : Columbia Pictures et Sony Pictures Releasing (États-Unis) ; Sony Pictures Releasing France (France) ; Universal Pictures International (Belgique) ; Sony Pictures Releasing (Québec)
- Budget : 200 millions de $[2] ; 230 millions de $[3]
- Pays de production :  États-Unis
- Langue originale : anglais
- Format[4] : couleur - 35 mm / D-Cinema - 2,39:1 (Cinémascope) (Panavision) - son SDDS | Datasat | Dolby Digital | Auro 11.1 | Dolby Atmos
- Genre : fantastique, action, aventures, science-fiction, super-héros
- Durée : 142 minutes
- Dates de sortie[5] :
  - Royaume-Uni : 10 avril 2014 (première mondiale à Londres)[6]
  - Belgique : 16 avril 2014[7]
  - France, Suisse romande : 30 avril 2014[8]
  - États-Unis, Québec : 2 mai 2014[9]
- Classification[10] :
  - États-Unis : accord parental recommandé, film déconseillé aux moins de 13 ans (PG-13 - Parents Strongly Cautioned)[Note 1]
  - France : tous publics[11]
  - Belgique : tous publics (Alle Leeftijden)[7]
  - Suisse romande : interdit aux moins de 14 ans[12]
  - Québec : tous publics - déconseillé aux jeunes enfants (G - General Rating)[9]

## Distribution
- Andrew Garfield (VF : Donald Reignoux ; VQ : Gabriel Lessard) : Peter Parker / Spider-Man
- Emma Stone (VF : Élisabeth Ventura ; VQ : Catherine Brunet) : Gwen Stacy
- Dane DeHaan (VF : Julien Allouf ; VQ : Xavier Dolan) : Harry Osborn / le Bouffon vert
- Jamie Foxx (VF : Jean-Baptiste Anoumon ; VQ : Pierre Auger) : Max Dillon / Electro
- Colm Feore (VF : Jean-Pol Brissart ; VQ : Jacques Lavallée) : Donald Menken
- Felicity Jones (VF : Elsa Esnoult ; VQ : Rachel Graton) : Felicia Hardy
- Paul Giamatti (VF : Miglen Mirtchev ; VQ : Guy Nadon) : Aleksei Sytsevich / le Rhino
- Sally Field (VF : Catherine Davenier ; VQ : Claudine Chatel) : May Reilly Parker, la tante de Peter
- Campbell Scott (VF : Olivier Chauvel ; VQ : Daniel Picard) : Richard Parker, le père de Peter
- Embeth Davidtz (VF : Patricia Piazza ; VQ : Hélène Mondoux) : Mary Parker, la mère de Peter
- Marton Csokas (VF : Pierre-François Pistorio ; VQ : François Godin) : Dr Ashley Kafka
- B. J. Novak (VF : Sébastien Desjours ; VQ : Philippe Martin) : Alistair Smythe
- Sarah Gadon (VF : Emmanuelle Rivière) : Kari, l'intelligence artificielle d'Oscorp
- Kari Coleman (VF : Laura Zichy) : Helen Stacy
- J. D. Walsh (VF : Tanguy Goasdoué) : Dr Jallings de Science Investigator sur YouTube
- Michael Massee : Le Gentleman (en)
- Louis Cancelmi (en) (VF : Olivier Claverie) : l'homme en costume noir
- Charlie DePew : Philip Stacy
- Stan Lee (VF : Philippe Catoire) : l'un des invités à la remise des diplômes (caméo)
- Chris Cooper (VF : Patrick Floersheim ; VQ : Sébastien Dhavernas) : Norman Osborn (non crédité)
- Denis Leary (VF : François Dunoyer ; VQ : Benoît Rousseau) : le capitaine George Stacy (caméo, non crédité)
- Martin Sheen : Benjamin Parker, l'oncle de Peter (caméo, non crédité)

Sources et légende : version française (VF) sur AlloDoublage, RS Doublage et sur le carton du doublage français du film ; version québécoise (VQ) sur Doublage.qc.ca

## Production

### Développement

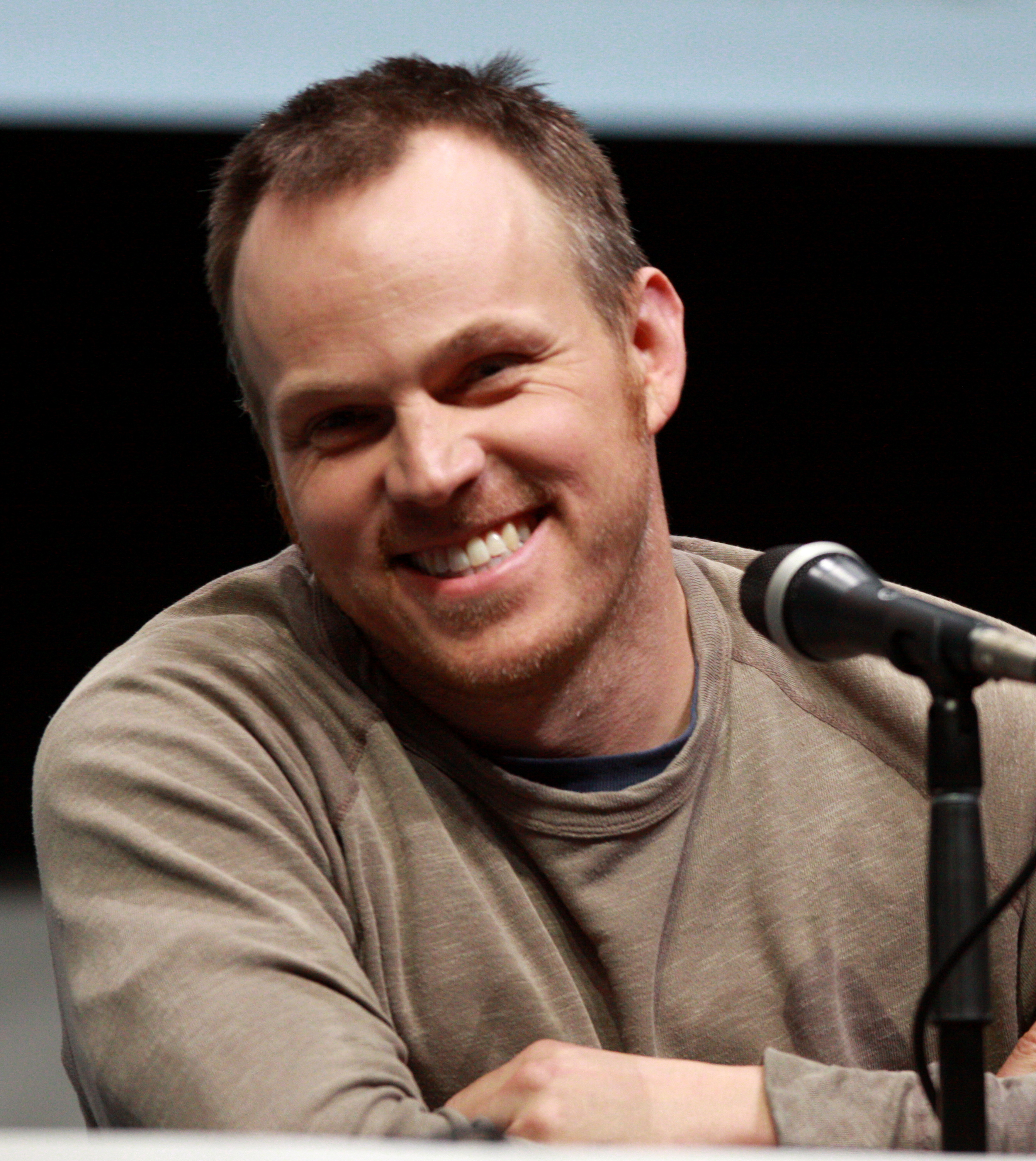
le réalisateur Marc Webb au Comic-Con de San Diego en 2013.

Le producteur Matt Tolmach a déclaré que ce film serait plus qu'une simple suite puisque le troisième opus est déjà prévu. La première suite est attendue le 2 mai 2014. Le vilain de cette suite (Électro) est apparu dans un premier teaser lancé par Marc Webb vers fin 2013, début 2014. Marc Webb a révélé que les intrigues du premier opus seraient en majeure partie révélées dans le deuxième, mais que ça serait plus complet dans le troisième film.
En juin 2012, Marc Webb a dit qu'il allait reprendre son rôle de réalisateur pour les deuxième et troisième opus. Mais il est dit qu'il ne sera que consultant pour le quatrième film. Andrew Garfield a lui aussi révélé qu'il n'était pas certain de vouloir reprendre son rôle pour un quatrième film.
Le costume de Spider-Man est ici différent, les producteurs ont opté pour un costume plus proche de celui des premiers comics.

### Attribution des rôles
La plupart des acteurs reprennent leurs rôles respectifs.
Maxwell Dillon alias Electro est interprété par Jamie Foxx, Aleksei Sytsevich alias Le Rhino par Paul Giamatti.
En juin 2013, Shailene Woodley révèle que les scènes où elle a incarné Mary Jane Watson seront coupées au montage. En effet, son personnage devait finalement apparaître dans le troisième film. Mais elle a tout de même avoué ne pas être sûre de reprendre ce rôle, étant donné la franchise Divergente. Shailene a en effet dit ne pas être trop sûre de vouloir apparaître dans deux grosses franchises cinématographiques en même temps. En février 2014, Marc Webb annonce que l'acteur B. J. Novak jouera le rôle d'Alistair Smythe, un des nombreux ennemis de Spider-Man. Début 2015, après le transfert de la licence Spider-Man chez Sony, il est annoncé qu'il n'y aura pas de troisième Amazing Spider-Man.

### Tournage
Le film, dont le tournage a débuté début février 2013, est le premier film Spider-Man à être tourné entièrement à New York. Le producteur Avi Arad explique ce choix :

« New York était et sera toujours le terrain d’action de Spider-Man : il y est né, il y a grandi et y fait ses études, du lycée à l’Empire State University. Tourner l’intégralité du film à New-York était une chance unique de montrer l’environnement visuel et sonore de Peter. L’idée était d’utiliser ce décor authentique et de permettre au public du monde entier d’être immergé dans l’aventure urbaine de Spider-Man. »

## Musique
Bandes originales de Spider-Man
The Amazing Spider-Man
(2012)
Hans Zimmer succède à James Horner pour la musique du film. Par ailleurs, il fonde avec l'aide de Marc Webb un supergroupe surnommé « The Magnificent Six », composé de Pharrell Williams, Johnny Marr, Mike Einziger et Junkie XL, Andrew Kawczynski et Steve Mazzaro. Hans Zimmer a déjà collaboré avec chacun de ces artistes : Pharrell Williams (Moi, moche et méchant, 84e cérémonie des Oscars), Johnny Marr joue sur une composition de Zimmer pour Inception et Mike Einziger sur Lone Ranger, naissance d'un héros.
Le 31 mars 2014, le titre It's on Again est publié sur le site SoundCloud. La chanson est interprétée par Kendrick Lamar et Alicia Keys. Sur Twitter, Alicia Keys annonce que Hans Zimmer, Pharrell Williams, Kendrick Lamar et elle-même sont les auteurs du titre,. La chanson est utilisée comme générique de fin.
| Liste des titres | Liste des titres       | Liste des titres                                      | Liste des titres | Liste des titres | Liste des titres | Liste des titres | Liste des titres | Liste des titres | Liste des titres |
| No               | Titre                  | Interprètes                                           | Durée            |                  |                  |                  |                  |                  |                  |
| ---------------- | ---------------------- | ----------------------------------------------------- | ---------------- | ---------------- | ---------------- | ---------------- | ---------------- | ---------------- | ---------------- |
| 1.               | I'm Electro            |                                                       | 0:46             |                  |                  |                  |                  |                  |                  |
| 2.               | There He Is            |                                                       | 1:53             |                  |                  |                  |                  |                  |                  |
| 3.               | I'm Spider-Man         |                                                       | 1:00             |                  |                  |                  |                  |                  |                  |
| 4.               | My Enemy               |                                                       | 8:04             |                  |                  |                  |                  |                  |                  |
| 5.               | Ground Rules           |                                                       | 1:17             |                  |                  |                  |                  |                  |                  |
| 6.               | Look at Me             |                                                       | 3:09             |                  |                  |                  |                  |                  |                  |
| 7.               | You Need Me            |                                                       | 3:09             |                  |                  |                  |                  |                  |                  |
| 8.               | So Much Anger          |                                                       | 2:09             |                  |                  |                  |                  |                  |                  |
| 9.               | I Need to Know         |                                                       | 4:28             |                  |                  |                  |                  |                  |                  |
| 10.              | Sum Total              |                                                       | 2:50             |                  |                  |                  |                  |                  |                  |
| 11.              | I Chose You            |                                                       | 1:34             |                  |                  |                  |                  |                  |                  |
| 12.              | We're Best Friends     |                                                       | 2:16             |                  |                  |                  |                  |                  |                  |
| 13.              | Still Crazy            |                                                       | 2:42             |                  |                  |                  |                  |                  |                  |
| 14.              | You're That Spider Guy | Hans Zimmer                                           | 4:51             |                  |                  |                  |                  |                  |                  |
| 15.              | It's On Again          | Alicia Keys featuring Kendrick Lamar                  | 3:50             |                  |                  |                  |                  |                  |                  |
| 16.              | Song for Zula          | Phosphorescent                                        | 6:09             |                  |                  |                  |                  |                  |                  |
| 17.              | That's My Man          | Liz                                                   | 3:47             |                  |                  |                  |                  |                  |                  |
| 18.              | Here                   | Pharrell Williams                                     | 4:38             |                  |                  |                  |                  |                  |                  |
| 19.              | Honest                 | The Neighbourhood, Menelik Eu'el Solomon & Adam Young | 3:57             |                  |                  |                  |                  |                  |                  |
| 20.              | Electro Remix          | Alvin Risk & Zimmer                                   | 3:27             |                  |                  |                  |                  |                  |                  |
| 66:35            |                        |                                                       |                  |                  |                  |                  |                  |                  |                  |

| Édition deluxe -CD1 | Édition deluxe -CD1    | Édition deluxe -CD1 | Édition deluxe -CD1 | Édition deluxe -CD1 | Édition deluxe -CD1 | Édition deluxe -CD1 | Édition deluxe -CD1 | Édition deluxe -CD1 | Édition deluxe -CD1 |
| No                  | Titre                  | Durée               |                     |                     |                     |                     |                     |                     |                     |
| ------------------- | ---------------------- | ------------------- | ------------------- | ------------------- | ------------------- | ------------------- | ------------------- | ------------------- | ------------------- |
| 1.                  | I'm Electro            | 0:46                |                     |                     |                     |                     |                     |                     |                     |
| 2.                  | There He Is            | 2:54                |                     |                     |                     |                     |                     |                     |                     |
| 3.                  | I'm Spider-Man         | 1:04                |                     |                     |                     |                     |                     |                     |                     |
| 4.                  | My Enemy               | 8:18                |                     |                     |                     |                     |                     |                     |                     |
| 5.                  | Ground Rules           | 1:12                |                     |                     |                     |                     |                     |                     |                     |
| 6.                  | Look at Me             | 3:10                |                     |                     |                     |                     |                     |                     |                     |
| 7.                  | Special Project        | 3:14                |                     |                     |                     |                     |                     |                     |                     |
| 8.                  | You Need Me            | 3:17                |                     |                     |                     |                     |                     |                     |                     |
| 9.                  | So Much Anger          | 2:12                |                     |                     |                     |                     |                     |                     |                     |
| 10.                 | I'm Moving to England  | 1:03                |                     |                     |                     |                     |                     |                     |                     |
| 11.                 | I'm Goblin             | 3:42                |                     |                     |                     |                     |                     |                     |                     |
| 12.                 | Let Her Go             | 0:33                |                     |                     |                     |                     |                     |                     |                     |
| 13.                 | You're My Boy          | 2:57                |                     |                     |                     |                     |                     |                     |                     |
| 14.                 | I Need to Know         | 5:00                |                     |                     |                     |                     |                     |                     |                     |
| 15.                 | Sum Total              | 2:51                |                     |                     |                     |                     |                     |                     |                     |
| 16.                 | I Chose You            | 1:34                |                     |                     |                     |                     |                     |                     |                     |
| 17.                 | We're Best Friends     | 2:17                |                     |                     |                     |                     |                     |                     |                     |
| 18.                 | Still Crazy            | 2:42                |                     |                     |                     |                     |                     |                     |                     |
| 19.                 | The Rest of My Life    | 2:28                |                     |                     |                     |                     |                     |                     |                     |
| 20.                 | You're That Spider Guy | 5:29                |                     |                     |                     |                     |                     |                     |                     |
| 56:43               |                        |                     |                     |                     |                     |                     |                     |                     |                     |

| Édition deluxe - CD2 | Édition deluxe - CD2           | Édition deluxe - CD2                                        | Édition deluxe - CD2 | Édition deluxe - CD2 | Édition deluxe - CD2 | Édition deluxe - CD2 | Édition deluxe - CD2 | Édition deluxe - CD2 | Édition deluxe - CD2 |
| No                   | Titre                          | Interprètes                                                 | Durée                |                      |                      |                      |                      |                      |                      |
| -------------------- | ------------------------------ | ----------------------------------------------------------- | -------------------- | -------------------- | -------------------- | -------------------- | -------------------- | -------------------- | -------------------- |
| 1.                   | The Electro Suite              |                                                             | 12:36                |                      |                      |                      |                      |                      |                      |
| 2.                   | Harry's Suite                  |                                                             | 10:07                |                      |                      |                      |                      |                      |                      |
| 3.                   | Cold War                       |                                                             | 3:28                 |                      |                      |                      |                      |                      |                      |
| 4.                   | No Place Like Home             |                                                             | 1:53                 |                      |                      |                      |                      |                      |                      |
| 5.                   | It's On Again                  | Alicia Keys featuring Kendrick Lamar                        | 3:50                 |                      |                      |                      |                      |                      |                      |
| 6.                   | Song for Zula                  | Phosphorescent                                              | 6:09                 |                      |                      |                      |                      |                      |                      |
| 7.                   | That's My Man                  | Liz                                                         | 3:47                 |                      |                      |                      |                      |                      |                      |
| 8.                   | Here                           | Pharrell Williams                                           | 4:38                 |                      |                      |                      |                      |                      |                      |
| 9.                   | Honest                         | The Neighbourhood with Menelik Eu'el Solomon and Adam Young | 3:57                 |                      |                      |                      |                      |                      |                      |
| 10.                  | Within the Web (First Day Jam) | Czarina Russell, Hans Zimmer & The Magnificent Six          | 4:30                 |                      |                      |                      |                      |                      |                      |
| 11.                  | The Edge                       | Tonight Alive                                               | 3:03                 |                      |                      |                      |                      |                      |                      |
| 12.                  | Electro Remix                  | Alvin Risk & Hans Zimmer                                    | 3:27                 |                      |                      |                      |                      |                      |                      |
| 58:54                |                                |                                                             |                      |                      |                      |                      |                      |                      |                      |

## Postproduction et scènes coupées
À la suite de nombreux désaccords artistiques entre le réalisateur Marc Webb, les producteurs Avi Arad et Matthew Tolmach et le studio Sony qui voulait introduire plus de personnages comme Aleksei Sytsevich pour de potentiels spin-offs dont un film sur les Sinister Six réalisé par Drew Goddard, de nombreuses séquences furent retirées du montage,,. Plusieurs de ses séquences jugées trop sombres et violentes furent retirées afin de rendre le film accessible à un plus large public.
Dans une interview accordée avec The Daily Beast, Andrew Garfield accuse le studio Sony d'avoir interféré dans le montage d'Amazing Spider-Man 2 en supprimant de nombreuses scènes importantes de l'intrigue : « J'ai lu le scénario d'Alex Kurtzman et Bob Orci et je l'ai vraiment adoré. Il y avait un fil rouge. Je pense que ce qui est arrivé c'est qu'au travers de la préproduction, la production et la postproduction, lorsque vous avez quelque chose marchant comme un tout, vous commencez à en ôter des portions. Une fois que vous commencez à enlever des morceaux en disant "non, ça ne marche pas", le fil rouge est brisé, et c'est difficile de garder l'ensemble cohérent. Certaines personnes du studio avaient des problèmes avec certains passages et c'est le studio qui a le dernier mot sur ce genre de films. Ce sont les pontes, donc il faut accéder à leur demande »,,.
James Horner, le compositeur de The Amazing Spider-Man évoque son absence dans la production du second opus et confirme les différends artistiques opposant le réalisateur Marc Webb et les producteurs ainsi que le studio Sony : « Marc Webb était assez inexpérimenté mais lui et moi avions une bonne relation, pourtant les producteurs avaient leurs propres idées. Et ils ne voulaient pas de sa contribution. Puis Sony sont arrivés avec leurs idées, ils voulaient juste de l'action. Pour moi, je voulais faire ce film parce que j'en apprécie le réalisateur et qu'il y avait une chance d'écrire quelque chose pour les deux protagonistes alors que Gwen Stacy allait mourir dans le film suivant. Mais la fin de The Amazing Spider-Man 2 était si nulle, je ne voulais plus le faire. C'était juste épouvantable »,.
Le personnage de Mary Jane Watson devait apparaitre dans le film sous les traits de l'actrice Shailene Woodley mais toutes ses scènes furent coupées à la suite de la décision du réalisateur,,. Les scènes retirées du montage sont les suivantes,,,, :
- une scène d'ouverture alternative du film où Richard Parker découvre la dépouille du pilote d'avion[44] ;
- une scène d'introduction supplémentaire où Spider-Man se déplace sur les voitures de police qui pourchassent Aleksei Sytsevich[45] ;
- une séquence additionnelle où Flash Thompson vient féliciter Peter Parker et Gwen Stacy pour leurs diplômes ;
- une scène supplémentaire où Spider-Man interpelle un voleur avec un masque de Spider-Man ;
- une scène supplémentaire où Peter Parker rencontre Mary Jane Watson alors qu'il s'occupe de la voiture de tante May ;
- une séquence additionnelle où Max Dillon parle à sa mère de son propre anniversaire[46],[47] ;
- des plans supplémentaires montrant Peter Parker se diriger vers le manoir des Osborn ;
- une séquence additionnelle où Max Dillon est en proie à une crise de colère chez lui ;
- un montage parallèle où Peter Parker et Gwen Stacy pensent mutuellement à leur couple en regardant leurs anciennes photos où ils étaient encore ensemble[48] ;
- une scène additionnelle où Max Dillon se réveille en éliminant accidentellement un employé du crématorium ;
- des plans supplémentaires où Max Dillon marche dans les rues de Times Square ;
- une scène supplémentaire où Peter Parker en costume de Spider-Man recadre le père abusif de Mary Jane Watson en l'intimidant[29] ;
- une séquence supplémentaire où Felicia Hardy accueille Peter Parker au siège d'Oscorp[49] ;
- une scène où Harry Osborn dévoile à Peter Parker le prototype d'une armure de guerre d'Oscorp ;
- une scène additionnelle où Harry Osborn montre à Peter Parker des dossiers d'enquête d'Oscorp visant ce dernier, Benjamin Parker et tante May ;
- une scène supplémentaire où Gwen Stacy reçoit son admission pour l'école supérieure d'Oxford ;
- des plans additionnels montrant Peter Parker contempler du haut des toits la ville de New York[50] ;
- une séquence supplémentaire où Gwen Stacy rencontre par hasard Mary Jane Watson devant la maison des Parker[51],[52] ;
- une scène où tante May annonce à Peter Parker le départ de Gwen Stacy pour l'Angleterre ;
- une séquence additionnelle où Spider-Man rattrape Gwen Stacy en voltigeant de toiles en toiles ;
- la transformation d'Harry Osborn en Bouffon Vert est beaucoup plus longue et violente[53] ;
- une séquence supplémentaire où Donald Menken fait intervenir un escadron de sécurité pour neutraliser Harry Osborn ;
- une scène où Harry Osborn, équipé de l'armure du Bouffon Vert, sème la destruction au siège d'Oscorp ;
- une séquence supplémentaire où Felicia Hardy découvre avec horreur la nouvelle apparence d'Harry Osborn[54] ;
- une scène additionnelle où Harry Osborn élimine violemment Donald Menken en le jetant dans le vide[55] ;
- plus de scènes d’actions dans le combat entre Spider-Man et Max Dillon ;
- des plans supplémentaires montrant Harry Osborn rire aux éclats quand Peter Parker pleure la mort de Gwen Stacy[30] ;
- une scène inédite où Peter Parker bat presque à mort Harry Osborn à la suite du meurtre de Gwen Stacy[56] ;
- une scène où Richard Parker révèle sa survie au crash d'avion à Peter Parker alors que ce dernier se morfond sur la tombe de Gwen Stacy[57],[58] ;
- une séquence supplémentaire où Richard Parker parle à Peter Parker de ses pouvoirs et ses responsabilités ;
- des dialogues additionnels de l'homme au chapeau qui introduit les Sinister Six ;
- une scène supplémentaire où les restes du corps de Norman Osborn sont cryogénisés en secret dans les laboratoires d'Oscorp[59] ;
- une séquence supplémentaire où Mary Jane Watson sort de l'enseigne Café Select pour s'abriter lors de l'attaque finale d'Aleksei Sytsevich[60],[61],[62];

## Accueil

### Accueil critique
Le film est bien accueilli par le public français avec une note moyenne sur Allociné de 3.8⁄5 pour un peu plus de 12 348 votants (au 24 mai 2015) pour 1 811 critiques, de même par les critiques presse avec une note moyenne de 3⁄5 pour 23 commentaires.
De même aux États-Unis, le film a été très bien accueilli, avec une note moyenne de 7,1⁄10 sur IMDB pour environ 200 000 votants (à la fin octobre 2014).
Sur le site Rotten Tomatoes, la cote d'approbation du film est de 52 % basé sur 302 opinions des visiteurs et une note moyenne de 5,81⁄10. Le consensus critique du site se lit comme suit: "Bien que la distribution soit exceptionnelle et que les effets spéciaux soient exceptionnels, le dernier volet de la saga Spidey souffre d'un récit flou et d'une surabondance de personnages". Sur Metacritic, le film a score de 53⁄100 basé sur 50 critiques indiquant des "avis mitigés ou moyens". Les spectateurs interrogés par CinemaScore ont attribué au film une note moyenne de "B +" sur une échelle de A + à F, inférieure à "A−" de son prédécesseur,.
Malgré cela, le film n'arrive pas à convaincre les fans de Spider-Man. L'acteur Andrew Garfield reconnaîtra lui-même l'échec en blâmant le studio Sony pour le mauvais montage et la réécriture de la fin qui a en partie gâché le film. Le semi-échec commercial et critique du film poussera le studio Sony à revoir ses plans pour la saga, mettant de côté son projet de film sur les Sinister Six,.

### Box-office
| Pays ou région    | Box-office        | Date d'arrêt du box-office | Nombre de semaines |
| ----------------- | ----------------- | -------------------------- | ------------------ |
| États-Unis Canada | 202 853 933 $,    | 17 août 2014               | 16                 |
| France            | 2 323 493 entrées | 29 juillet 2014            | 13                 |
| Total mondial     | 708 982 323 $     | 17 août 2014               | -                  |

## Distinctions
Entre 2014 et 2015, le film The Amazing Spider-Man : Le Destin d'un héros a été sélectionné 34 fois dans diverses catégories et a remporté 4 récompenses.

### Récompenses
2014
- Prix Schmoes d'or : Schmoes d'or de la plus grande déception de l'année.

2015
- Société Américaine des Compositeurs, Auteurs et Éditeurs de Musique (ASCAP) :
  - Prix ASCAP des meilleurs films au box-office pour Hans Zimmer et The Magnificent Six.
- Prix du choix des enfants : Prix Blimp de l'actrice de cinéma préférée pour Emma Stone.
- Prix ETC Bollywood Business (ETC Bollywood Business Awards) : Prix Bollywood Business du film étranger le plus réussi de l'année.

### Nominations
2014
- Bande-annonce d'or :
  - Meilleure bande-annonce blockbuster de l'été 2014 pour Columbia Pictures et Create Advertising Group (bande-annonce des gains),
  - Meilleur spot TV d’un film d'action pour Columbia Pictures, Marvel Studios et The AV Squad (publicité télévisée du Super Bowl),
  - Meilleur spot télévisé du blockbuster de l’été 2014 pour Columbia Pictures et Create Advertising Group (publicité télévisée intitulée "Glory"),
  - Meilleur spot télévisé du blockbuster de l’été 2014 pour Columbia Pictures et The AV Squad (publicité télévisée du Super Bowl),
  - Spot TV le plus original pour Columbia Pictures et The AV Squad (publicité télévisée intitulée "Alert International").
- Prix de la musique hollywoodienne (Hollywood Music In Media Awards) : Meilleure bande originale.
- Prix du jeune public :
  - Meilleur film de science-fiction ou fantastique
  - Meilleur acteur dans un film de science-fiction ou fantastique pour Andrew Garfield,
  - Meilleure actrice dans un film de science-fiction ou fantastique pour Emma Stone,
  - Meilleur méchant pour Jamie Foxx,
  - Meilleur baiser pour Emma Stone et Andrew Garfield.
- Prix Schmoes d'or : Pire film de l'année.
- Récompenses du jeune public d'Hollywood :
  - Super super-héros pour Andrew Garfield,
  - Meilleur couple à l'écran pour Emma Stone et Andrew Garfield,
  - Nous aimons te détester pour Dane DeHaan.
- Syndicat national des journalistes cinématographiques italiens : Meilleur montage pour Pietro Scalia.

2015
- Académie des films de science-fiction, fantastique et d'horreur - Prix Saturn : Meilleur film tiré d'un comics.
- MTV - Prix du film et de la télévision : Meilleur baiser pour Andrew Garfield et Emma Stone.
- Prix Annie : Meilleurs effets animés dans un film en prises de vue réelles pour Charles-Felix Chabert, Daniel La Chapelle, R. Spencer Lueders, Klaus Seitschek et Chris Messineo.
- Prix Bobine Noire : Meilleure chanson originale pour Alicia Keys, Kendrick Lamar, Pharrell Williams et Hans Zimmer (chanson : "It's On Again").
- Prix des arts créatifs de l'International 3D & société d'imagerie avancée (International 3D & Advanced Imaging Society's Creative Arts Awards) :
  - Meilleure 3D en prises de vues réelles,
  - Meilleure utilisation de la conversion 2D en 3D.
- Prix des jeunes artistes : Meilleur second rôle masculin dans un film (Jeune acteur) pour Max Charles.
- Prix du choix des enfants :
  - Film préféré pour Columbia Pictures et Marvel Studios,
  - Acteur de cinéma préféré pour Jamie Foxx,
  - Méchant préféré pour Jamie Foxx,
  - Star d'action masculine préférée pour Andrew Garfield.
- Prix du public :
  - Film d'action préféré,
  - Duo d'acteur préféré pour Andrew Garfield et Emma Stone.
- Taurus - Prix mondiaux des cascades : Meilleure cascadeuse pour Jennifer Caputo.

## Autour du film

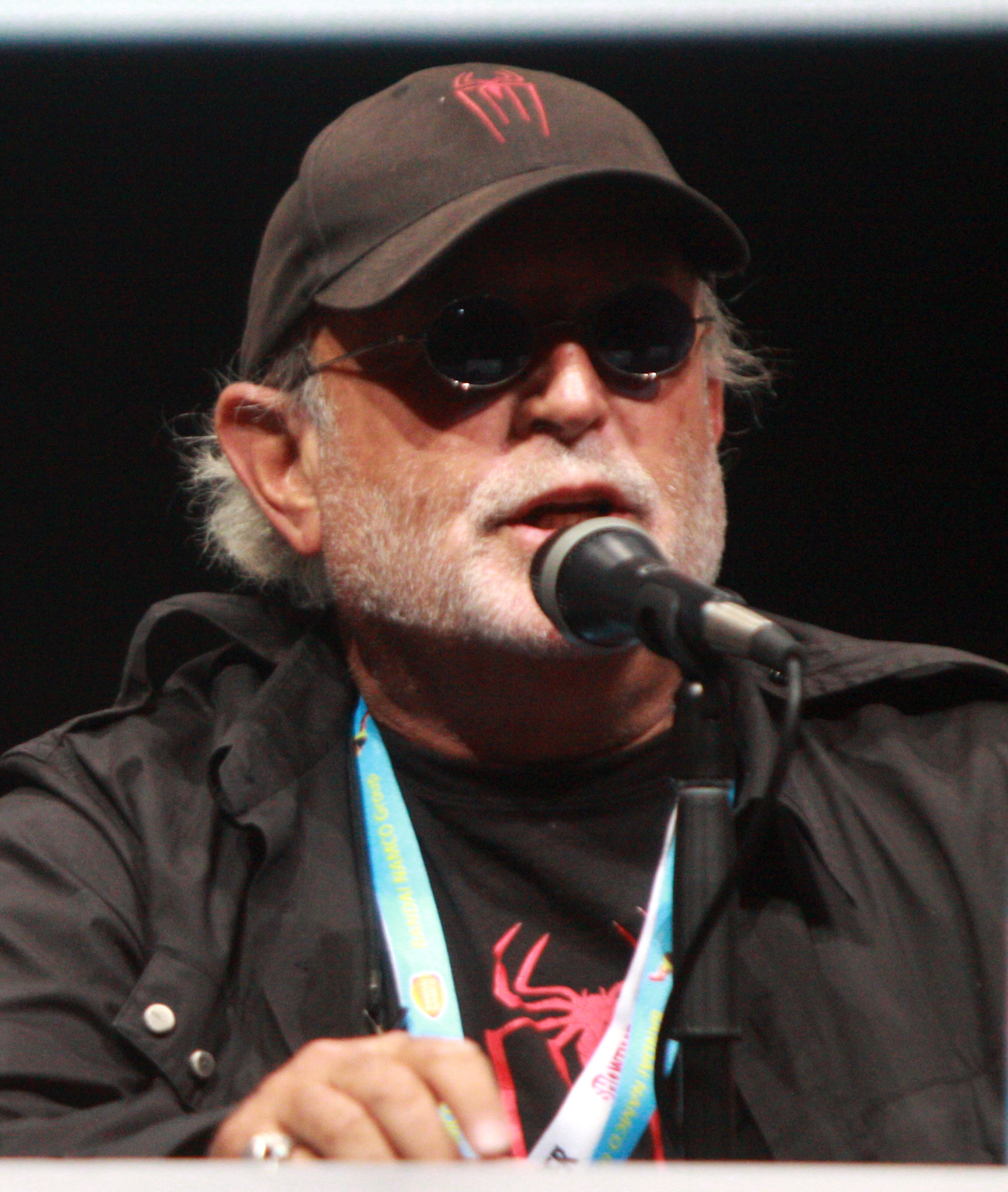
Le producteur Avi Arad au Comic-Con de San Diego en 2013.

Le film se situe entre les univers Ultimate et original (Amazing). La franchise étant sortie peu de temps après la fin de celle de Sam Raimi, Marc Webb a eu tendance à utiliser les éléments non utilisés de l'univers original et des idées d'Ultimate pour compléter.
La plupart des personnages antagonistes est issue de la version Ultimate, notamment le Rhino, ou même Peter Parker et ses origines en tant que Spider-man (ici mordu par une araignée d'Oscorp, génétiquement modifiée). La scène du combat final entre le Bouffon vert et Spider-Man est une adaptation d'une scène du comics The Amazing Spider-Man #121, paru en juin 1973.
Stan Lee apparaît dans le film au moment de la remise des diplômes de Gwen et Peter. Lors du précédent opus, il était présent pendant une scène d'action, alors que dans ce film, il prononce une réplique et regarde la remise.
Le générique de fin laisse présager les six méchants possibles (Bouffon vert, Docteur Octopus, Vautour, Kraven le chasseur, Le Rhino et Mystério ou Le Caméléon) dans le film Sinister Six, alors prévu pour 2016. 
Dans Spider-Man: No Way Home sortit en 2021. le Peter Parker de la série The Amazing Spider-man rencontre deux autres versions de lui-même qui sont chacun issu d'un autre univers de film. Lorsqu'il rencontre son alter-ego avec celui de la première trilogie de film, il explique ce qui est arriver à Gwen dans son propre univers (The Amazing Spider-Man : Le Destin d'un héros), et il ajoute en larme toute l'amertume et la souffrance qu'il a ressenties à la suite de la perte de la femme de son cœur avant d'aider ses alter-egos.

## Suites et projets spin-offs

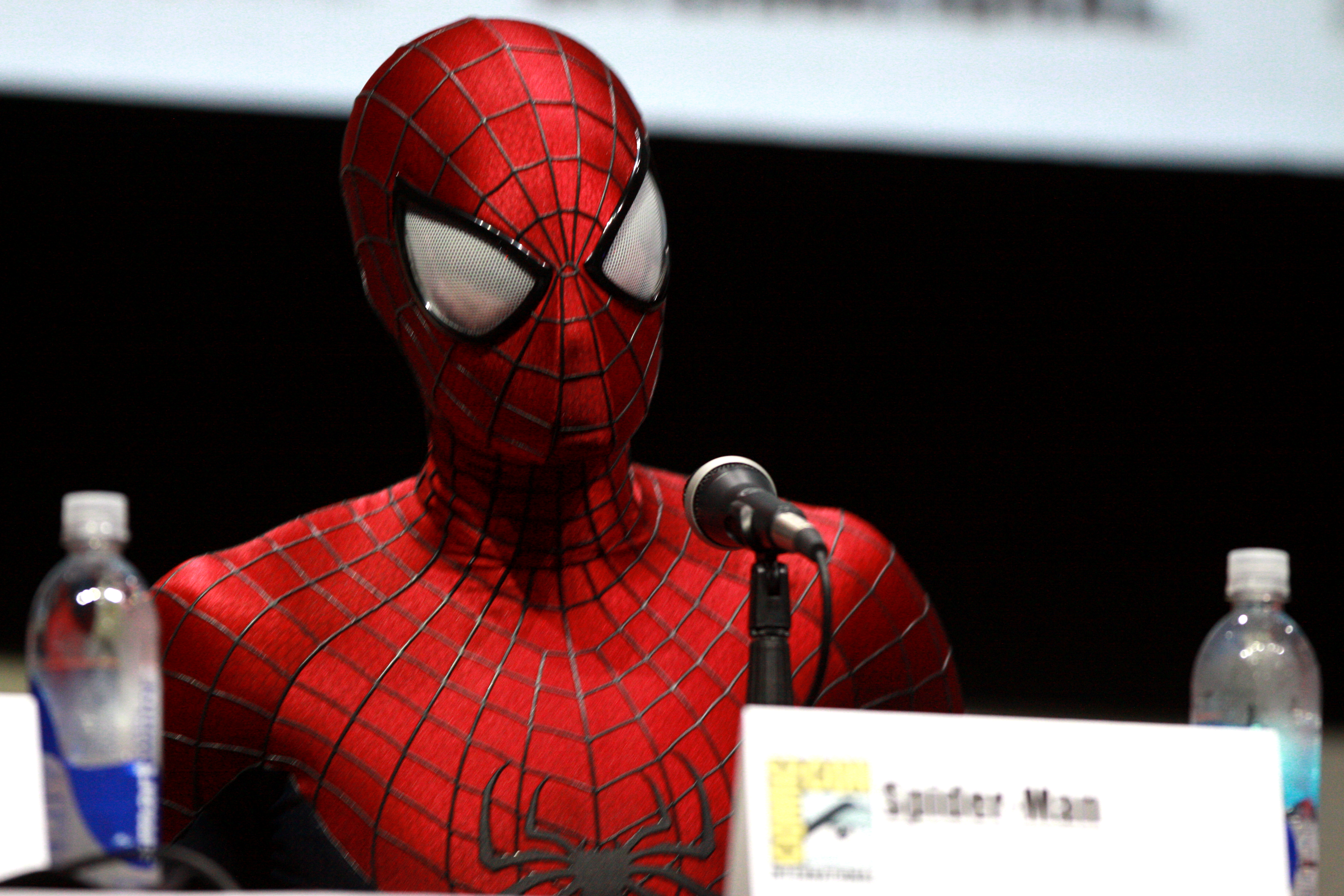
Andrew Garfield dans son costume au San Diego Comic-Con 2013.

### Projets du studio Sony Pictures
Dès le début du projet, le studio Sony Pictures avait pour objectif d'étendre sa saga The Amazing Spider-Man dans le but de créer un univers autour du personnage inspiré de l'univers cinématographique Marvel. Deux suites ainsi que deux spin-offs respectivement centrés sur les Sinistres Six et Venom, étaient prévus avant la sortie du film. Cependant, l'échec critique et commercial du film poussera la compagnie à revoir ses plans.
Avant le démarrage du Comic Con de 2014, Sony Pictures annonce la suite The Amazing Spider-Man 3 prévue initialement pour l'année 2016 mais ensuite repoussée pour 2018. Tandis qu'un spin-off Sinister Six devait sortir en 2016. Plus tard, The Amazing Spider-Man 3 qui est prévu le 2 mai 2018 est aussi repoussé a une date indéterminée. En 2017, un nouveau spin-off centré sur le duo de personnages Silver Sable et Chatte Noire est officialisé. 
Le Spider-Man des films de Marc Webb est mentionné dans le comic book Spider-Verse (2014) de Marvel Comics. Dans ce comic, les Spider-Man de chaque univers se rassemblent et forment la Spider-Armée afin de lutter contre les Héritiers, des vampires immortels se nourrissant d'eux.

### Sony's Spider-Man Universe
Le Sony's Spider-Man Universe est un ensemble de spin-offs basé sur des personnages Marvel autour de Spider-Man et créé par Sony Pictures. Cet univers cinématographique débute en 2018 avec la sortie du film Venom réalisé par Ruben Fleisher avec Tom Hardy dans le rôle-titre. Le film se concentre sur l'un des principaux antagonistes de Spider-Man : le symbiote Venom.
Venom : Let There Be Carnage, le second film du Sony's Spider-Man Universe réalisé par Andy Serkis sort au cinéma en automne 2021. Le film fait de bonnes performances au box-office mais demeure un échec critique,.
Morbius, le long-métrage centré sur le vampire Michael Morbius, un autre adversaire récurrent de Spider-Man sort dans les salles obscures en mars 2022. Le film est un échec critique et commercial,.
Madame Web, le long-métrage avec Dakota Johnson qui interprète Cassandra Webb sort en février 2024 soit deux ans après la sortie de Morbius. C'est le quatrième film du Sony's Spider-Man Universe. Le film est une déception critique et reçoit de mauvais résultats au box-office,,.
Kraven le chasseur, le cinquième film du Sony's Spider-Man Universe dont les acteurs Aaron Taylor-Johnson et Russell Crowe figurent au casting est attendu pour l'été 2024. Le film est basé sur Kraven, le redoutable chasseur de l'univers Marvel.

### Partenariat entre Marvel Studios et le studio Sony
Dans la nuit du 10 février 2015, un partenariat avec Marvel Studios a été officialisé afin que Spider-Man rejoigne l'univers cinématographique Marvel en compagnie des Avengers. Les contrats de Mark Webb et Andrew Garfield sont rompus et la saga The Amazing Spider-Man est définitivement arrêtée. Spider-Man: Homecoming, avec Jon Watts à la réalisation et Tom Holland dans le rôle de Spider-Man, est sorti en 2017 et ses suites : Spider-Man: Far From Home sortie en 2019 et Spider-Man: No Way Home sortie en 2021.
Avi Arad, le producteur de plusieurs films de la licence Spider-Man critiquera cet accord : « Ils l’ont fait pour l’argent. Comme donner ses enfants à l’adoption juste parce que vous ne savez pas quoi faire avec eux »,,.
En 2021, Andrew Garfield et Jamie Foxx reprennent leurs rôles de Peter Parker / Spider-Man et Max Dillon / Electro pour le film Spider-Man: No Way Home de Jon Watts avec Tom Holland. La performance de Garfield a été acclamée par les fans et les critiques et une campagne pour un 3e volet a été lancé, allant jusqu'à imaginer l'intégration de l'acteur dans le Sony's Spider-Man Universe.